# Centini
Centini is een bestuurslaag in het regentschap Lamongan van de provincie Oost-Java, Indonesië. Centini telt 2662 inwoners (volkstelling 2010).